# Vlastimil Hlavatý
Vlastimil Hlavatý (* 15. prosince 1929) je bývalý slovenský fotbalový útočník.

## Fotbalová kariéra
V československé lize hrál za Slovan/NV Bratislava (1949–1952, 1955–1958) a Červenou hviezdu Bratislava (1953–1955). Se Slovanem získal v letech 1949, 1950, 1951 a 1955 čtyřikrát mistrovský titul.

## Ligová bilance
| Ročník                                     | Zápasy | Góly | Klub                |
| ------------------------------------------ | ------ | ---- | ------------------- |
| Celostátní československé mistrovství 1949 | -      | 2    | Sokol NV Bratislava |
| Celostátní československé mistrovství 1950 | -      | 2    | Sokol NV Bratislava |
| Mistrovství československé republiky 1951  | -      | 7    | Sokol NV Bratislava |
| Mistrovství československé republiky 1952  | -      | 5    | NV Bratislava       |
| Přebor československé republiky 1953       | -      | 1    | ČH Bratislava       |
| Přebor československé republiky 1954       | -      | 3    | ČH Bratislava       |
| Přebor československé republiky 1955       | -      | 0    | ČH Bratislava       |
| Přebor československé republiky 1955       | -      | 2    | Slovan Bratislava   |
| 1. československá fotbalová liga 1956      | -      | 6    | Slovan Bratislava   |
| 1. československá fotbalová liga 1957/58   | -      | 0    | Slovan Bratislava   |
| CELKEM 1. liga                             | -      | 28   |                     |